# Hội Thánh của Đức Chúa Trời (Cleveland, Tennessee)
Hội Thánh Đức Chúa Trời (tiếng Anh: Church of God), với trụ sở chính ở Cleveland, Tennessee, Hoa Kỳ. Với hơn sáu triệu thành viên ở trên 180 quốc gia, Hội Thánh Đức Chúa Trời là một trong những hội thánh Pentecostal lớn nhất thế giới. Ở Hoa Kỳ, theo báo cáo hội thánh có hơn một triệu thành viên, khiến nó trở thành một trong những hội thánh lớn nhất quốc gia này. Gốc phong trào này có thể được truy nguyên từ năm 1886 với một buổi họp nhỏ của các tín đồ Thiên Chúa giáo ở Barney Creek Meeting House tại biên giới Tennessee/North Carolina. Điều này khiến cho hội thánh này trở thành hội thánh lâu đời nhất Hoa Kỳ. Nhà xuất bản của Hội thánh Đức Chúa Trời là Pathway Press.

## Tên gọi
Tên gọi chính xác và có tính pháp lý của tổ chức này là "Church of God". Sau phiên tòa kéo dài xử vụ việc liên quan đến tiền quyên góp dự định dùng cho trẻ em mồ côi bị nhận bởi các nhóm khác sử dụng cùng tên này, Supreme Court of Tennessee (Tòa tối cao Tennessee) đã ra phán quyết chỉ mình tổ chức này được sử dụng cái tên đơn giản là Church of God vào năm 1953. Tuy nhiên, tổ chức này sử dụng tên Church of God (Cleveland, Tennessee) để phân biệt với các tổ chức khác cũng sử dụng "Church of God" trong tên gọi của họ.

## Niềm tin

### Tuyên ngôn về đức tin
Bản tuyên ngôn về Đức tin (Declaration of Faith) là tiêu chuẩn học thuyết của Hội Thánh của Đức Chúa Trời. Bản tuyên ngôn này gắn kết vị trí học thuyết Phong trào Ngũ Tuần và Tin Lành với các ảnh hưởng Wesleyan. Sau đây là tóm tắt của Bản tuyên ngôn này. Bản tuyên ngôn:
- tin cảm hứng văn từ của Kinh Thánh.
- tin Đức Chúa Trời tồn tại như một thể Ba Ngôi.
- tin Jesus Christ là Con trai của Đức Chúa Trời, thụ thai bởi Chúa Thánh Linh, và được sinh ra bởi Đức Mẹ Maria đồng trinh, tin sự chết, chôn cất, sống lại, và thăng thiên của Jesus Christ.
- tin tất cả mọi người đều đã phạm tội, và sự hối hận là điều kiện cần thiết cho sự tha thứ và bắt buộc bởi Đức Chúa Trời
- tin rằng sự biện minh, tái tạo, và tái sinh có thể được thực hiện bằng đức tin vào máu của Đấng Jesus Christ.
- tin rằng sau khi được tái sinh, sự thánh hóa sẽ có được thông qua đức tin vào Đấng Jesus Christ, thông qua lời của Đức Chúa Trời, và bởi Chúa Thánh Linh.
- tin rằng sự thần thánh là tiêu chuẩn cho sự sống của dân Đức Chúa Trời, nhà thờ.
- tin vào việc nhận lễ baptism với Đức Chúa Thánh Linh theo sau "một tấm lòng trong sạch".
- tin rằng cầu nguyện thì thầm là bằng chứng khởi thủy của baptism với Đức Chúa Thánh Linh.
- tin vào baptism của các tín đồ bởi việc ngâm mình dưới nước sử dụng thể thức Ba Ngôi.
- tin rằng  chữa lành bệnh bằng thần lực dành cho tất cả những ai được chuộc tội bởi đấng Christ
- tin vào việc tuân giữ Tiệc Thánh và việc rửa chân.
- tin vào tận thế và sự xuất hiện lần thứ hai của Đấng Christ
- tin vào sự phục sinh và sống đời vĩnh cữu cho những người công bình, còn những kẻ ác sẽ bị trừng phạt đời đời

## Bibliography
- Conn, Charles W. Where the Saints Have Trod: A History of Church of God Missions. Cleveland: Pathway Press, 1957.
- Robins, R.G. Tomlinson. Plainfolk Modernist. Oxford: University Press, 2004.